# Tillandsia recurvata
Tillandsia recurvata é uma espécie do gênero Tillandsia .  
Espécie  pertencente ao subgênero Diaphoranthema, próxima de T. mallemontii (subgênero Phytarrhiza), diferenciando-se desta, pelas pétalas espatuladas, não expandidas, azul-claras à lilases.

## Taxonomia
A espécie foi descrita em 1888 por John Gilbert Baker. 
Os seguintes sinônimos já foram catalogados:  
- Renealmia recurvata  L.
- Diaphoranthema uniflora  (Kunth) Beer
- Tillandsia pauciflora  Sessé & Moc.
- Tillandsia recurvata ciliata  Mez
- Tillandsia recurvata contorta  (André) André ex Mez
- Tillandsia recurvata genuina  André
- Tillandsia recurvata minuta  Mez
- Tillandsia uniflora  Kunth
- Diaphoranthema recurvata  (L.) Beer

## Forma de vida
É uma espécie epífita, rupícola e herbácea. 

## Descrição
Planta epífita, rupícola, atmosférica (quando encontrada sobre a rede de energia elétrica) geralmente formando touceira. Raízes presentes na planta adulta, reduzidas.. Ela tem folhas poucas com cerca de 5, distribuídas pelo caule, fortemente recurvas, geralmente dísticas, densamente lepidotas; bainha argênteas a castanhas, elíptico-ovada, distintamente mais de largura que a lâmina; lâmina argêntea, linear, filiforme a subclíndrica, sulcada na base.
| formando tanque                         | não                       |
| em roseta                               | não                       |
| filotaxia                               | dística                   |
| forma da lâmina                         | filiforme/subcilíndrica   |
| indumento da lâmina                     | denso lepidoto            |
| posição transversal da lâmina           | patente/reflexa/sub ereta |
| Inflorescência                          |                           |
| tipo                                    | simples                   |
| orientação                              | ereta                     |
| orientação das flor na raque            | dística                   |
| posição das flores na antese            | ereta                     |
| forma das bráctea floral                | lanceolada                |
| bráctea floral carenada                 | não                       |
| cor das brácteas florais                | esverdeada                |
| Flor                                    |                           |
| conação das sépala                      | livre                     |
| simetria das sépala                     | simétrica                 |
| sépala carenada                         | não                       |
| forma das pétala                        | espatulada/linear         |
| cor das pétala                          | azul/lilás                |
| posição dos estames em relação a corola | incluso                   |

## Distribuição
A espécie é encontrada do nordeste ao sul do Brasil. 
Em termos ecológicos, é encontrada nos  domínios fitogeográficos de Caatinga, Cerrado, Mata Atlântica e Pampa, em regiões com vegetação de áreas antrópicas, caatinga, campos rupestres, cerrado, mata ciliar, floresta estacional decidual, floresta estacional semidecidual e vegetação sobre afloramentos rochosos.